# Tachyporus
Genre
Tachyporus  est un genre de coléoptères prédateurs de la famille des staphylinidés ayant pour proies principalement les acariens sur les arbres fruitiers.

## Espèces rencontrées en Europe
- Tachyporus abdominalis (Fabricius 1781)
- Tachyporus abner Saulcy 1864
- Tachyporus assingi Schülke 1997
- Tachyporus atriceps Stephens 1832
- Tachyporus austriacus Luze 1901
- Tachyporus caucasicus Kolenati 1846
- Tachyporus celer Wollaston 1854
- Tachyporus chrysomelinus (Linnaeus 1758)
- Tachyporus corpulentus J. Sahlberg 1876
- Tachyporus dispar (Paykull 1789)
- Tachyporus duplex Luze 1905
- Tachyporus formosus Matthews 1838
- Tachyporus hypnorum (Fabricius 1775)
- Tachyporus nitidulus (Fabricius 1781)
- Tachyporus obscurellus Zetterstedt 1838
- Tachyporus obtusus (Linnaeus 1767)
- Tachyporus pallidus Sharp 1871
- Tachyporus pulchellus Mannerheim 1843
- Tachyporus pusillus Gravenhorst 1806
- Tachyporus quadriscopulatus Pandellé 1869
  - Tachyporus quadriscopulatus quadriscopulatus Pandellé 1869
  - Tachyporus quadriscopulatus signifer Pandellé 1872
- Tachyporus ruficollis Gravenhorst 1802
- Tachyporus scitulus Erichson 1839
- Tachyporus solutus Erichson 1839
- Tachyporus tersus Erichson 1839
- Tachyporus transversalis Gravenhorst 1806
- Tachyporus vafer Schülke 1996

## Liste d'espèces
Selon Catalogue of Life (1 septembre 2014) :
- Tachyporus abdominalis
- Tachyporus alexandrovi
- Tachyporus beckeri
- Tachyporus bernhaueri
- Tachyporus celatus
- Tachyporus chrysomelinus
- Tachyporus duplex
- Tachyporus evanescens
- Tachyporus flavopictus
- Tachyporus fukiensis
- Tachyporus hypnorum
- Tachyporus kaiseri
- Tachyporus klapperichi
- Tachyporus lohsei
- Tachyporus microcephalus
- Tachyporus orthogrammus
- Tachyporus pusillus
- Tachyporus terminalis